# The Newz
The Newz è il ventunesimo album in studio del gruppo rock scozzese Nazareth, pubblicato nel 2008.

## Tracce
1. Goin' Loco 	- 	5:24
2. Day at the Beach -	4:55
3. Liar 		-	6:43
4. See Me	-	4:53
5. Enough Love 	-	5:49
6. Warning 	-	4:35
7. Mean Streets 	-	4:15
8. Road Trip 	-	2:47
9. Gloria 	-	5:47
10. Keep On Travellin' -	3:56
11. Loggin' On 	-	4:47
12. The Gathering -	7:08
13. Dying Breed + The Goblin King (featuring Rammstein) -	13:23

## Formazione
- Dan McCafferty - voce
- Jimmy Murrison - chitarre
- Pete Agnew - basso, cori
- Lee Agnew - batteria